# Sinigang
Sinigang es una sopa procedente de un estofado de pescados muy popular de la cocina filipina. El estofado suele acidularse con frutas diversas como el kamias y el tamarindo. El sinigang puede elaborarse sin pescado, y puede emplearse igualmente carne de cerdo y/o verduras diversas.

## Historia
Se cree que el plato proviene de una técnica culinaria de estofado dejada por los españoles en filipinas. Algunos autores creen que el plato es posible existiera en los indígenas y que se elaborara con pescados macerados mediante el empleo de zumos ácidos (similar al ceviche americano). Los españoles a su llegada a las tierras filipinas, cambiaron la técnica mediante el estofado de las mismas.

## Características

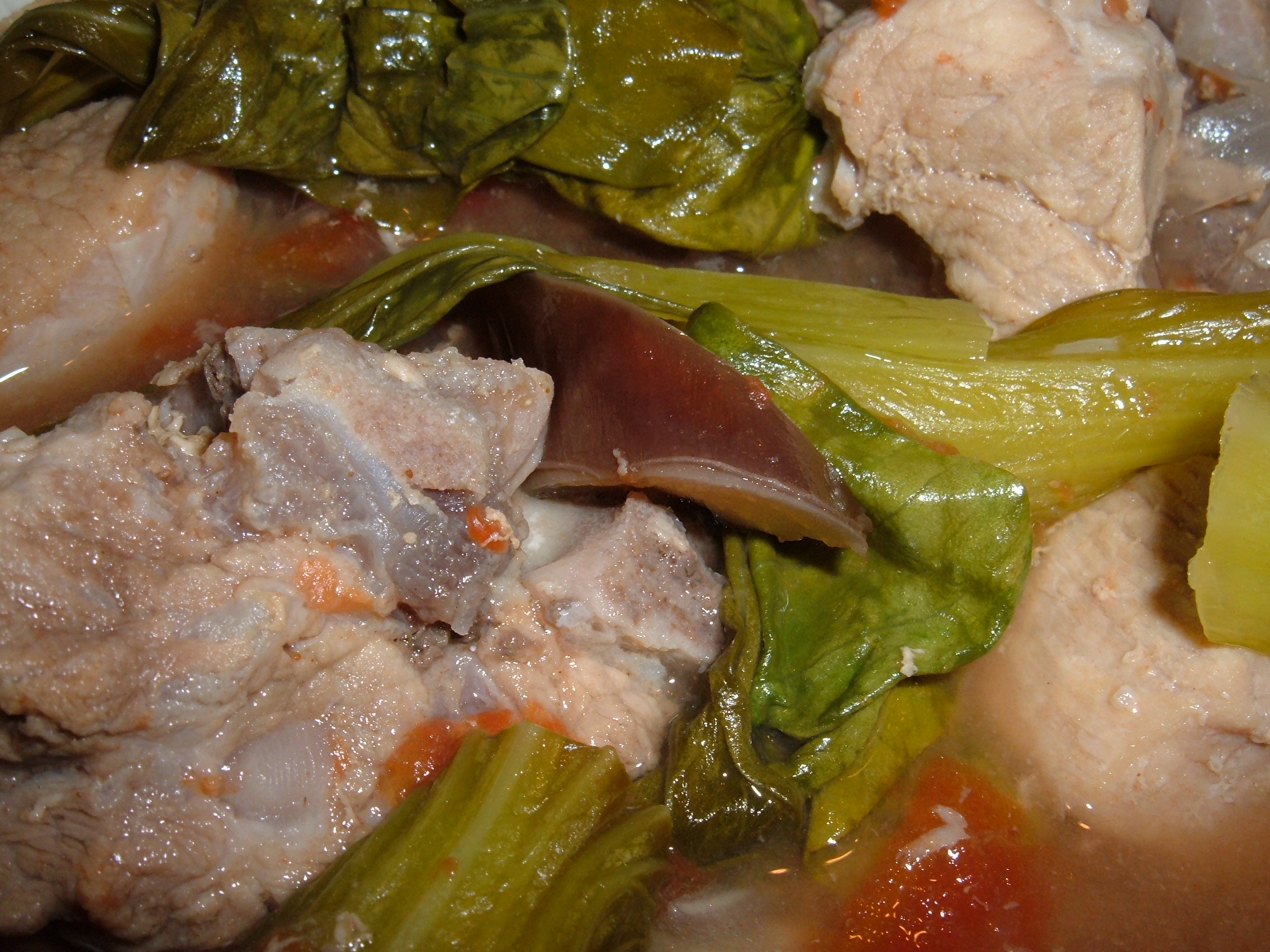
Un detalle de un sinigang de cerdo.

La acidez de este plato se ha asociado por regla general al uso de tamarindo no maduro (sampaloc verde), pero es habitual el uso de otras frutas de sabor ácido como son: la guava, el calamansi, el bilimbi, o el mango crudo entre otros. El empleo de zumo de limón es un substituto aceptable. En la actualidad se emplean en Filipinas unos cubos de sopa preparados para proporcionar este sabor al estofado resultante. Puede elaborarse con pescado autóctono diverso (como puede ser el bangos, Talatikok, etc) siendo aconsesaje que el pescado esté siempre lo más fresco posible, o por el contrario añadir carne o verduras. En algunos caos se añaden gambas u otros mariscos pelados.
El plato se suele servir como un plato solo en el almuerzo de mediodía, o también es posible verlo acompañado de arroz hervido en tamarindo. En cualquier caso es un plato que se sirve caliente y que se caracteriza perfectamente por su fuerte sabor ácido.

## Variantes
Esta sopa posee otras variantes similares en cocinas regionales de Asia. Por ejemplo dentro de la cocina indonesia denominada sayur asem, el plato vietnamita canh chua, y el tailandés tom yam. 